# Mehltau

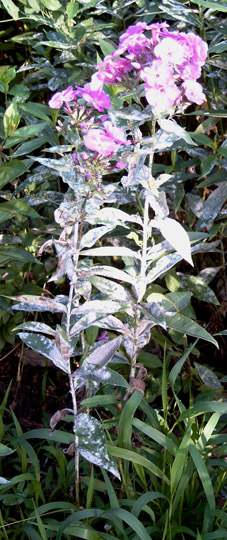
Mehltau, fast komplett erkrankte Pflanze (Phlox)

Mehltau ist eine Sammelbezeichnung für verschiedene durch Pilze verursachte Pflanzenkrankheiten, die in der Regel durch einen weißen Belag (Pilzrasen) auf Blattoberflächen in Erscheinung treten. Dabei wird zwischen Echten und Falschen Mehltauarten unterschieden.

## Echter Mehltau
Die zu den Schlauchpilzen (Ascomycota) gehörenden Erreger des Echten Mehltaus  (Erysiphaceae) befallen hauptsächlich Blätter. Diese werden zunächst von einem mehlartigen Belag überzogen, später verfärben sie sich braun und vertrocknen. Zu den Echten Mehltaupilzen zählen u. a. der Gräser-Mehltau (Blumeria graminis), der Getreidearten und Weidegräser befällt, und der Weinreben-Mehltau (Erysiphe necator).
Echter Mehltau überwintert in kleinen Sporengehäusen an der Pflanze oder als Myzel, z. B. auf den Knospenschuppen von Obstbäumen oder an den Zweigen, auch auf Unkräutern. Trockenes Wetter begünstigt die Verbreitung (Schönwetterpilz), ebenso schwül-warme Witterung und der starke Temperaturunterschied zwischen Tag und Nacht im Herbst. Eine Luftfeuchte von 70 Prozent für die Sporen genügt, da sie von Haus aus mit Nährstoffen und Wasser versorgt sind. Optimal ist eine Temperatur um 20 °C für die Verbreitung.

## Falscher Mehltau
Die zu den Eipilzen (Oomycota) gehörenden Erreger des Falschen Mehltaus (Peronosporaceae) dringen meist tiefer in die Pflanze ein und erzeugen oft einen weißlichen Belag an der Unterseite der Blätter. Wichtige Pflanzenparasiten sind der Falsche Mehltau des Weines (Plasmopara viticola), der Blauschimmel des Tabaks (Peronospora tabacina) und die ebenfalls relativ wirtsspezifischen Phytophthora-Arten. Durch Resistenzzüchtungen mithilfe von Gift-Lattich relativ bekannt geworden ist auch der Falsche Mehltau des Salats (Bremia lactucae).

## Galerie

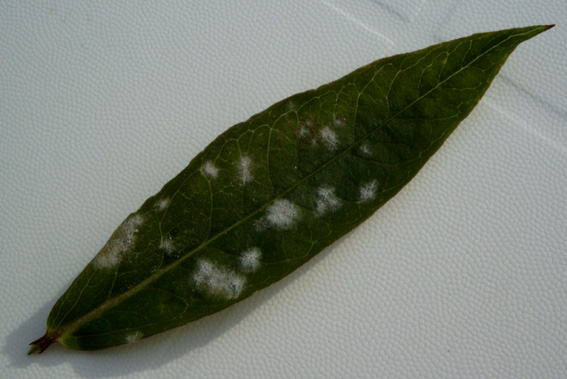
Mehltau auf Phlox; leichte Besiedlung mit sichtbaren Mycelienherden
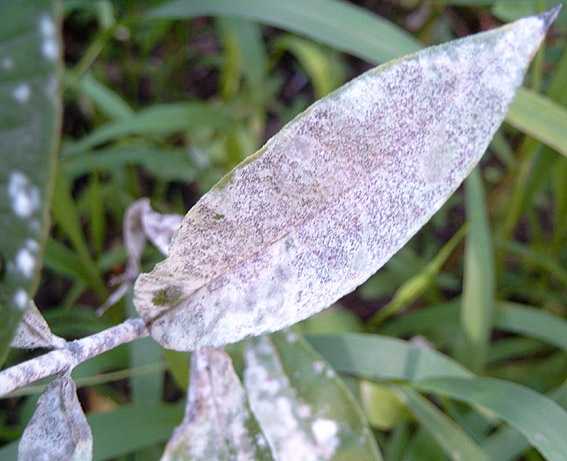
Mehltau, voll besiedeltes Blatt und Pflanzenteile
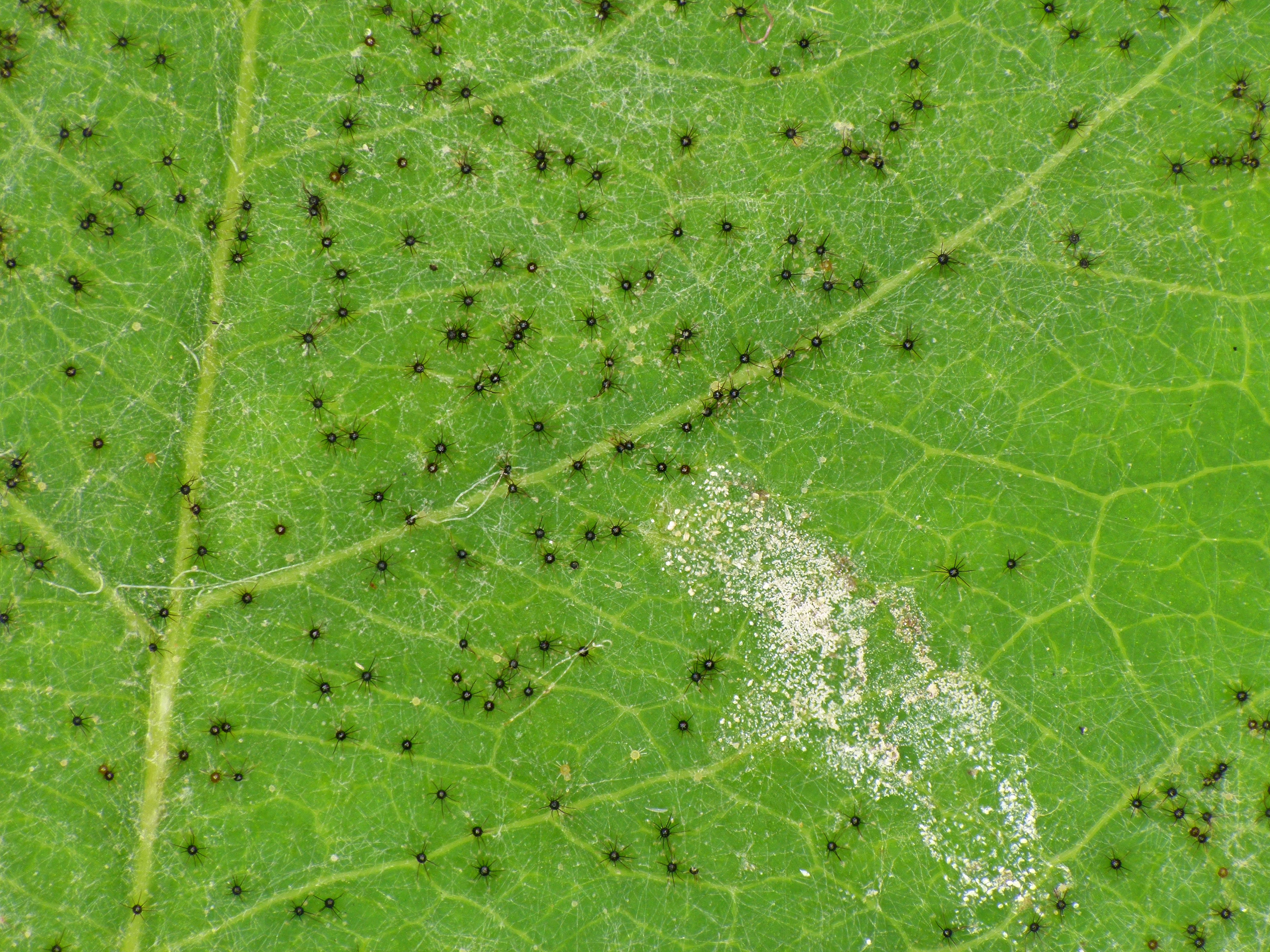
Mehltau, voll besiedeltes Blatt (vergrößert)
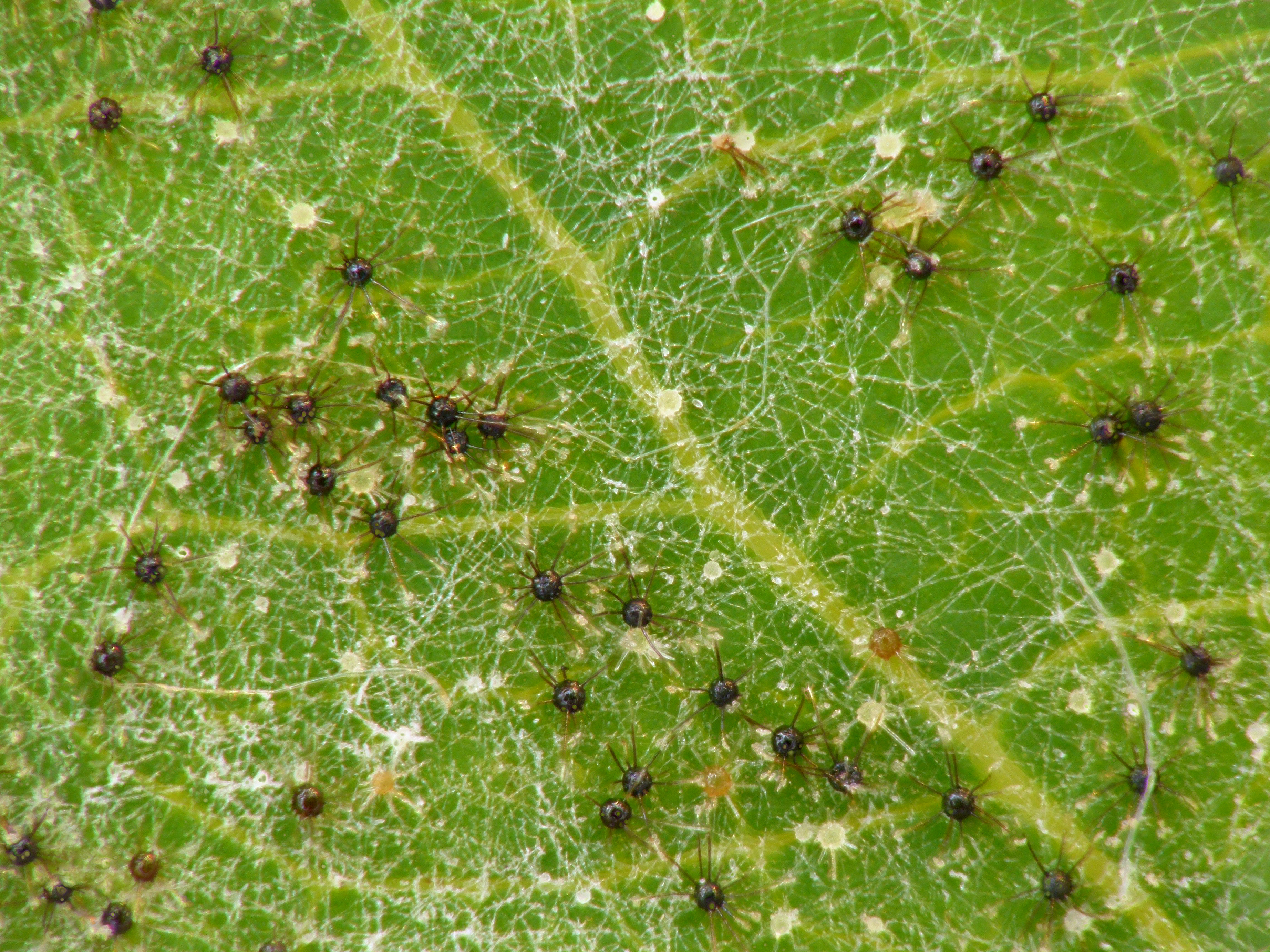
Mehltau, voll besiedeltes Blatt in hoher Vergrößerung

## Bekämpfung
Auf Phlox (Phlox paniculata) ist Mehltau in veritablem Umfang heutzutage in vielen Gärten zu finden. Gegen die verschiedenen Mehltauarten werden in Landwirtschaft und Gartenbau Fungizide unterschiedlicher chemischer Struktur eingesetzt (z. B. Tridemorphe). So sind gegen die vorwiegend auf der Blattoberfläche wachsenden Echten Mehltaupilze Pflanzenschutzmittel auf Schwefelbasis verbreitet. Es gibt bestimmte biologische Kontrollmittel, insbesondere bestimmte Bakterien- und Pilzstämme, die effektiv gegen Mehltau eingesetzt werden können. Beispielsweise haben Bacillus subtilis-Stämme eine antagonistische Wirkung gegen Mehltau gezeigt, indem sie die Keimung von Mehltausporen hemmen. Ebenso haben bestimmte Trichoderma-Stämme eine protektive Wirkung auf Pflanzen gegen Mehltauinfektionen durch die Produktion von antimikrobiellen Verbindungen und die Verbesserung der Pflanzenimmunität gezeigt.
Als Nahrungsquelle innerhalb intakter Ökosysteme ist der Mehltau für einige Marienkäferarten lebenswichtig. So ernähren sich z. B. der Sechzehnfleckige und der Zweiundzwanzigpunkt-Marienkäfer ausschließlich von Mehltau.